# ホーリーピーク
有限会社ホーリーピーク（英: Holy Peak, Inc.）は、日本の芸能事務所。主に歌手や声優のマネージメントを行っている。

## 概要
代表取締役は元ポリグラム音楽プロデューサーの堀尾裕樹。堀尾は2001年ごろ、ポリグラム時代から親交のあった緒方恵美や大沢千秋らと共にスペースクラフトプロデュースに移籍し、平野綾や長谷川静香の声優デビュー作『天使のしっぽ』を手がけるなどスペースクラフトの声優業進出に深く関わった後、2002年5月に独立しホーリーピークを設立した。

## 所属タレント

### 声優

#### 男性
- 天月
- 生田鷹司
- 鵜澤北斗
- 佐香智久（少年T）
- 佐々木亮
- 玉垣アキト
- 長島大河
- 古米昂平
- 宮本柊
- 山本隼

#### 女性
- 藍原さのか
- 綾咲穂音
- 石飛恵里花
- 大園めぐみ
- 小川はる
- 折原日菜
- 柏山奈々美
- 佳原萌枝
- 華山七彩
- 熊沢世莉奈
- 古賀妃那
- 小林ゆう
- 斉藤朱夏
- 白城もえの
- 新川ふゆ
- 菅原もも
- 瀬戸英里奈
- 橘一花
- 富沢恵莉
- 長澤ひより
- 中島瞳
- 環日世利
- 戸坂美月
- 七瀬つむぎ
- 西門志織
- 楡井希実
- 野村美甫
- 長谷川唯
- 花宮珠緒
- 塙有咲
- 葉山風花
- 双葉きなり
- 松田彩音
- 岬なこ
- 実波真白
- 宮瀬咲
- 村上和叶
- 百瀬安由未
- 山岡ゆり
- 山田亜衣子
- 夕木さり
- 吉咲みゆ
- 四葉ゆあ

### 俳優
- 小沢和之
- 勝見真之助
- 高橋唯
- 棚橋秀匡
- 永末陸
- 西澤ゆかり

### アーティスト
- 藤田大吾
- 山下竜

## かつて所属していた主なアーティスト・声優

### 男性
- 伊東大介
- 大久保貴（現所属：BloomZ）
- 亀井淳
- 嶋田貴心
- 鈴木智晴（現所属：ALBA）
- 高野光平（現所属：オッドエンタテインメント）
- 寺島拓篤（現所属：アクセルワン）
- 葉山達也
- 平田佳祐
- MIKI（芸能活動からは引退し、「倒神神倒」の名義でイラストレーター、ゲームクリエイターとして活動）
- 光富崇雄（現所属：BLACK SHIP）
- 峯暢也（フリー）
- 山下タイキ（現所属：ステイラック）
- 川端快彰（現所属：リマックス）
- 沼尻龍之介
- 根塚良

### 女性
- 葵
- 一色みく
- 卯野春香（引退）
- 江里夏（現所属：クレール）
- 大沢千秋
- 大谷咲子（フリー）
- 緒方恵美（現所属：Breathe Arts）
- 仮屋美希（フリー）
- 川上未遊
- 儀武ゆう子（フリー）
- せきしほ（現所属：アルディ）
- 髙木友梨香（現所属：アニモプロデュース）
- 竹之内彩
- 立花理香（現所属：EARLY WING）
- 豊田奏恵
- 橋本まい（フリー）
- 早坂愛
- 船戸ゆり絵（現所属：アミューズ）
- 堀川千華（フリー）
- やぶさきえみ
- ユリン千晶（現所属：青二プロダクション）
- 吉田裕貴（在籍中に死去）
- Sweety
- 田村直美
- 中森千尋（フリー）
- 小池理子（フリー）
- 緑川優美（フリー）
- 井上奈々子（フリー）
- 伊月ゆい（フリー）
- 油野有紀
- 湊元りょう（フリー）

### 俳優
- 中村元則（在籍中に死去）